# Lev Valeryanovich Leshchenko
Lev Valeryanovich Leshchenko (tiếng Nga: Лев Валерьянович Лещенко; sinh ngày 1 tháng 2 năm 1942), là một ca sĩ nổi tiếng người Nga.

## Tiểu sử và sự nghiệp
Lev Leshchenko sinh ra vào ngày 1 tháng 2 năm 1942 tại Moskva, Liên Xô. Cha của ông, Valerian Andreyevich (1904-2004), là một sĩ quan Hồng quân đã tham chiến bên ngoài Moskva, ông đã được tặng bị huy chương cho thành tích tham gia trong cuộc chiến tranh thế giới thứ hai. Mẹ của ông, Klavdiya Petrovna Leshchenko (1915-1943), đã qua đời ngay sau khi Leshchenko được sinh ra. Ông bà của ông, cùng với mẹ kế của mình, Irina Pavlovna Leshchenko, người mà cha mình tục huyền vào năm 1948, nuôi nấng Leshchenko ở Sokolniki, Moskva. Chính trong thời thơ ấu của mình khi cậu bé đã chịu ảnh hưởng từ âm nhạc cổ điển và sân khấu, và bắt đầu biểu diễn bài hát nổi tiếng của Leonid Utyosov.
Giữa năm 1960 và 1959, Leshchenko làm người trợ giúp sân khấu tại Nhà hát Bolshoi, và trước khi gia nhập quân ngũ vào năm 1961, anh đã làm thợ lắp ráp tại nhà máy dụng cụ đo lường chính xác. Leschenko làm trong các bộ phận xe cơ khí của quân đội Liên Xô, đóng tại Cộng hòa Dân chủ Đức. Ngày 27 tháng 1 năm 1962, Leshchenko (lúc dó là một binh nhì) đã trở thành một nghệ sĩ độc tấu trong các đội đồng diễn Hồng quân Liên Xô, và nhận được mời ở lại trong quân đội. Leshchenko chấp nhận mọi vị trí được giao cho anh trong giàn đồng diễn. Đồng thời, anh chuẩn bị cho các kỳ thi sân khấu cho Học viện Nga của Nhà hát Nghệ thuật (viết tắt là GITIS), trường sân khấu nổi tiếng của Liên Xô, ông đã thông qua và thành công đã được thừa nhận trong tháng 9 năm 1964.
Leshchenko bắt đầu đi lưu diễn với ban nhạc trong các buổi hòa nhạc, tham quan một số nơi xa xôi của đất nước. Năm 1969, Leshchenko được thừa nhận là một thành viên của Nhà hát Operetta Moskva. Anh có kinh nghiệm với nhiều vai trò khác nhau, nhưng nhận thức nằng khiếu âm nhạc của mình, và đã liên tục tìm kiếm các hành vi nghệ sĩ độc tấu. Ngày 13 tháng 2 năm 1970, đã thành công một cuộc thi được tổ chức bởi đài phát thanh nhà nước, Leshchenko đã trở thành một ca sĩ solo cho các đài phát thanh nhà nước Liên Xô.
Năm 1975, Leshchenko trở thành ca sĩ đầu tiên dám thực hiện "Den Pobedy" (bài hát vô cùng phổ biến của Liên Xô dành riêng cho Ngày Chiến thắng, đó là ban đầu không thích bởi các nhà chức trách vì phong cách âm nhạc độc đáo). Trình diễn của ông đã trở thành thành công nhất.